# Михайлова, Людмила Николаевна
Людмила Николаевна Михайлова (род. 1934) — советский, российский врач-терапевт. Народный врач СССР (1978).

## Биография
Людмила Михайлова родилась 10 мая 1934 года в селе Абагайтуй (ныне Забайкальского района Забайкальского края).
В 1960 году окончила Омский государственный медицинский институт им. М. И. Калинина.
В течение 34 лет работала участковым терапевтом городской клинической больницы № 1, городской поликлиники № 13 Омска. Врач высшей квалификационной категории. Внесла большой вклад в практическую подготовку специалистов.

## Звания и награды
- Народный врач СССР (1978)
- Медаль «Ветеран труда» (1990)
- Значок «Отличнику здравоохранения» (1960).